# Something More
Something More is een nummer van de Amerikaanse rockband Train uit 2001. Het is de tweede single van hun tweede studioalbum Drops of Jupiter.
In tegenstelling tot voorloper Drops of Jupiter (Tell Me), dat een wereldwijde hit was, werd Something More nergens een grote hit. Het haalde in Nederland de 7e positie in de Tipparade, en in Vlaanderen haalde het de 14e positie in de Tipparade. Buiten het Nederlandse taalgebied en Australië haalde het nummer nergens de hitlijsten.